# Siphocampylus penduliflorus
Siphocampylus penduliflorus là loài thực vật có hoa trong họ Hoa chuông. Loài này được Decne. ex Planch. miêu tả khoa học đầu tiên năm 1852.